# 빌/비엔
빌/비엔(Biel/Bienne)은 스위스 베른주에 위치한 도시로 면적은 38.08km2, 높이는 691m, 인구는 12,467명(2010년 기준), 인구 밀도는 328명/km2이다. 도시의 공식 명칭은 2005년 1월 1일부터 사용되고 있다.
스위스의 독일어권 지역과 프랑스어권 지역 간의 경계 지점에 위치하고 있기 때문에 도시의 공용어 또한 2개이며 독일어로는 빌(독일어: Biel), 프랑스어로는 비엔(프랑스어: Bienne)이라고 부른다. 쥐라산맥 기슭에 위치하며 시 북동부에는 빌호가 있다.
2012년에 빌/비엔에는 약 55,000명의 주민이 있었고, 주변 지역과 함께 거의 106,000명의 주민이 있었다. 이 도시는 19세기부터 스위스의 산업 및 시계 제조 중심지였다.
전체 도시 인구 가운데 55.4%는 독일어를 구사하고 28.1%는 프랑스어를 구사한다.

## 역사

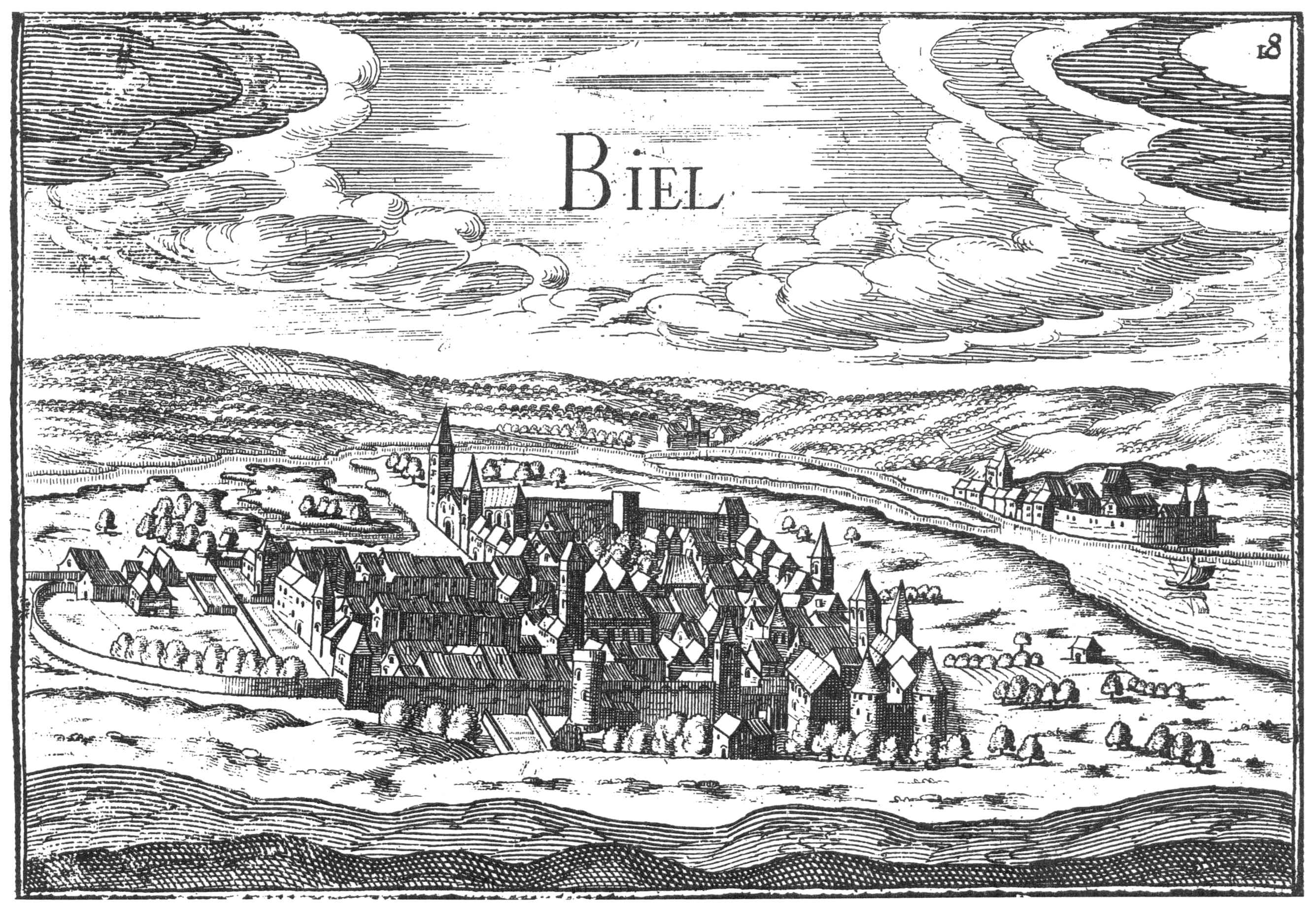
1546년 빌/비엔

### 선사 시대 정착지
빌 호수의 해안선은 적어도 신석기 시대부터 사람이 거주했다. 1874년에 2개의 신석기 시대 정착지 유적이 빈겔츠에서 발견되었다. 정착지 유적은 빈겔츠/하펜 고고학 유적지가 되었으며, 현재 유네스코 세계문화유산의 일부이다. 빈겔츠 유적지의 동쪽에서 청동기 시대 후기 정착지도 발견되었다. 로마 정복 후 이 지역은 게르마니아 수페리어의 일부였다. 로마 시대에 페티네스카에서 피에르 페투이스(Pierre Pertuis) 또는 솔로두룸(Salodurum, 지금의 졸로투른)까지의 로마 도로는 현재 빌/비엔의 일부인 메트 마을을 통과했다. 메트에 있는 건물의 기초와 4세기 묘지는 로마 후기 또는 중세 초기 군사 경비 기지에서 유래했다.
어떤 이론에 따르면 그 지명은 벨레누스(Belenus)의 이름에서 파생되었으며, 아마도 인근의 신성한 샘에서 그 신의 로마 시대 성역에서 유래했을 것이다. 그러나 살아남은 기록이나 비문은 이 이론을 확증하지 못했다. 또 다른 이론에 따르면 이 도시는 후기 로마 요새 주변에서 성장했다. 요새의 흔적은 발견되지 않았지만, 여러 로마 건물의 기초가 중세 도시의 동쪽에서 발견되었다.
이 도시는 1142년에 아푸드 벨남(Apud Belnam)이라는 이름으로 언급되었으며, 이것은 벨레누스에서 유래한 증거로 간주된다. 대중적인 어원에서 이름은 ‘도끼’에 대한 독일식 이름 (베른 독일어 bieli)과 연결되었으며, 이는 도시의 문장에 있는 두 개의 교차축에 반영된다.

### 건립

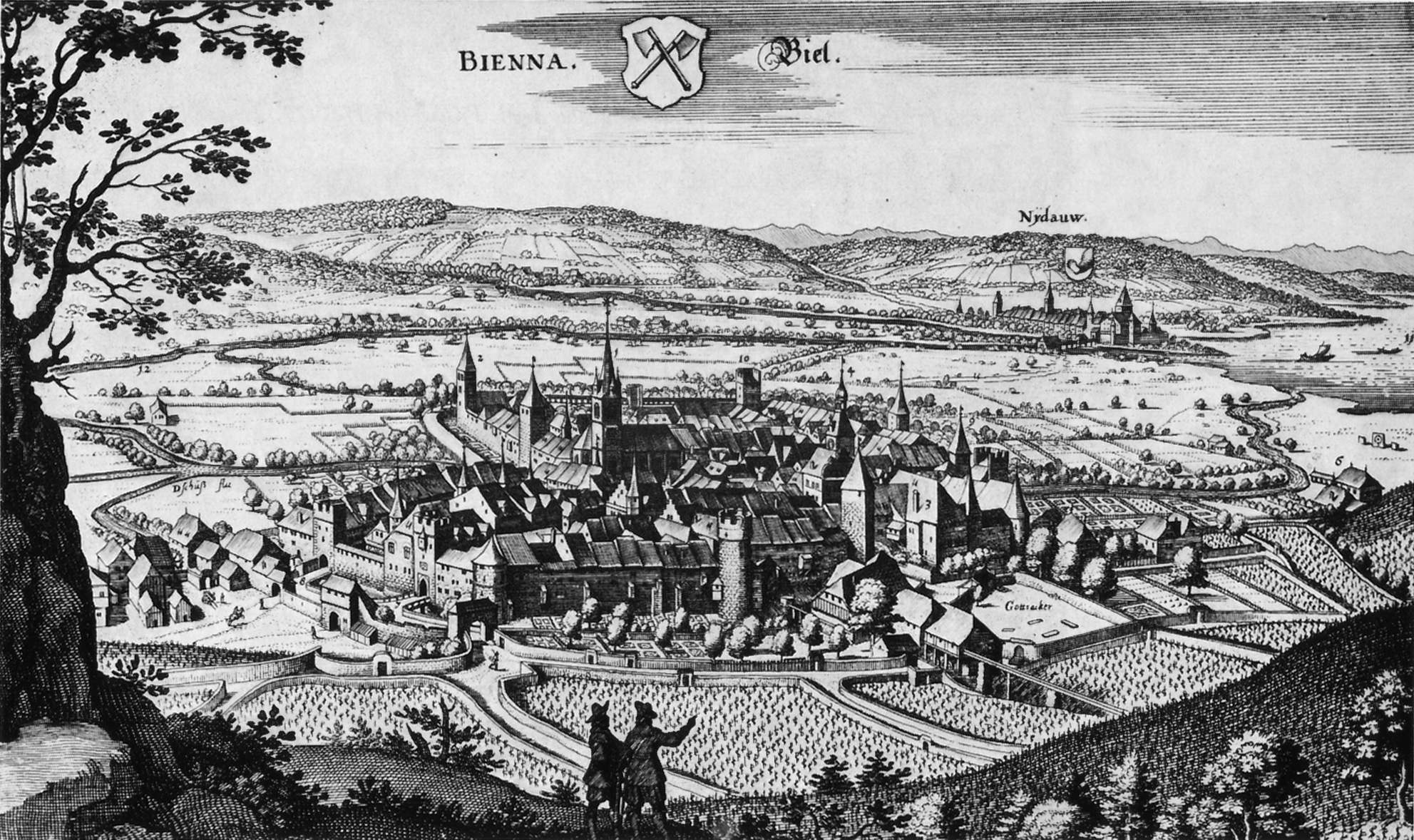
1642년 빌/비엔

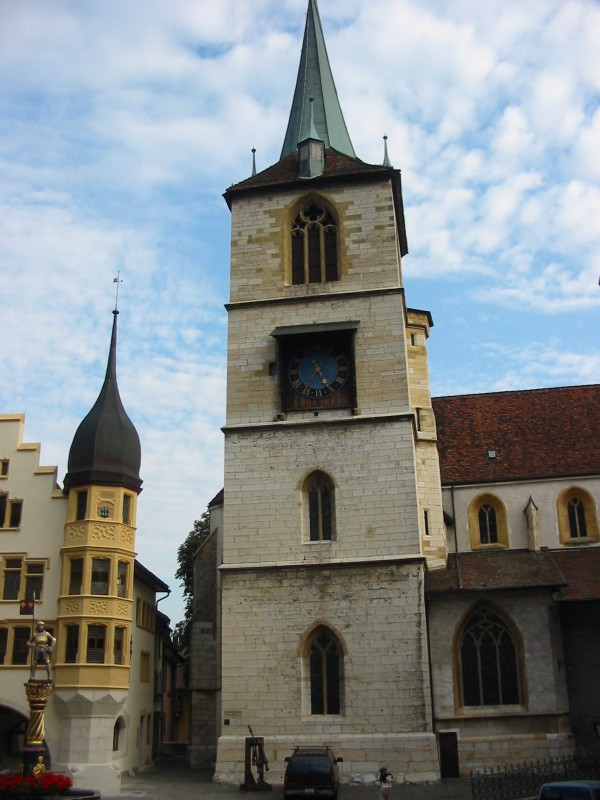
빌의 교회는 베른주에서 가장 중요한 후기 고딕 양식의 건축물 중 하나이다.

5세기에 이 지역은 부르고뉴인의 침략을 받았고, 중세 시대에는 상부 부르고뉴의 일부가 되었다. 6세기에서 7세기 동안 게르만어를 사용하는 알레마니족이 빌 호수 주변 지역으로 이주하여 오늘날 존재하는 언어 경계를 만들었다. 8세기에 이르러 독일어를 사용하는 인구가 호수 동쪽 끝의 대다수가 되었다. 999년 부르고뉴의 루돌프 3세는 신성 로마 제국 수립기에 바젤 주교에게 빌 호수 주변의 영지를 하사하였다. 바젤 주교를 통해 뇌샤텔 백작과 뇌샤텔-니다우 백작들은 쥐라산맥 기슭에서 세력을 행사하기 시작했다. 1140년에 백작들은 이웃 마을인 니다우에 니다우성을 건설하여 호수 동쪽 끝에 있는 땅을 확보하는 데 도움을 주었다. 이 도시는 아마도 1225년(domum de Bilne에 대한 언급)과 1230년(in urbe mea de Beuna에 대한 언급) 사이에 바젤의 주교인 하인리히 2세 폰 툰에 의해 건설되었을 것이다. 빌성은 나다우성을 지원하기 위해 도시가 건설되기 바로 전후에 지어졌다.
공식적으로 빌은 11세기부터 18세기까지 바젤 주교의 관할하에 있었다. 그러나 마을의 초기 역사는 마을 의회와 주교의 대표자 간의 갈등이 심각했다. 1252년에 시의회는 부분적으로 제국의 자유 도시가 되는 데 성공했다. 1275년 독일의 왕 합스부르크의 루돌프 1세는 빌에게 도시 인가를 주었다. 1296년 페터 레히 폰 레헨슈타인 주교가 도시와 계약을 체결하면서 도시의 법적 지위가 강화되었다. 이 최초의 협정은 1352년에 강화되어 1798년까지 유효했다.
도시의 교회인 성 베네딕토 교회는 1228년에 처음 언급되었다. 현재 교회는 1451~70년에 지어졌으며, 베른 대성당 다음으로 베른주에서 두 번째로 중요한 후기 고딕 양식 건물로 간주된다.

### 스위스 연방의 준회원
공식적으로는 바젤 대주교령의 일부로 남아 있었지만, 13세기부터 빌은 이웃 귀족과 도시와 동맹을 맺기 시작했다. 1279년에는 베른과 동맹을 맺었다. 이 첫 번째 동맹은 1311년 프리부르와의 동맹, 1334년 졸로투른, 1342년 무르텐, 1395년 라 누브빌(La Neuveville) 과의 동맹으로 이어졌다. 베른과의 동맹은 1352년 베른이 구스위스 연방에 가입하면서 영원한 동맹이 되었다. 바젤 주교 장 드 비엔과 제국령 베른에 대한 상반된 의무는 1367년 전쟁으로 이어졌다. 전쟁 중에 빌은 불타고 주교의 성은 파괴되었다. 1375년 뇌샤텔 니다우 백작이 멸망한 후 호수 주변에서 주교의 권력이 약해지기 시작했다. 1388년, 베른은 니다우성과 나다우 마을을 장악했다. 그러나 주교는 빌에서 명목상의 권력과 영향력을 유지했다. 두 경쟁 세력은 400년 넘게 빌에서 권력을 놓고 다투었고, 도시가 어느 강력한 이웃으로부터 완전히 독립하는 것을 막았다.
빌은 15세기에 스위스 연방의 동료로 간주 되었으며, 부르고뉴 전쟁에 참가한 후 1494년에는 정회원으로 인정받기까지 했다.
빌은 명목상 바젤의 가톨릭 주교들의 통제하에 있었지만, 1528년에 새로운 개신교 신앙으로 개종했다.

### 프랑스 침공부터 현대의 빌/비엔까지

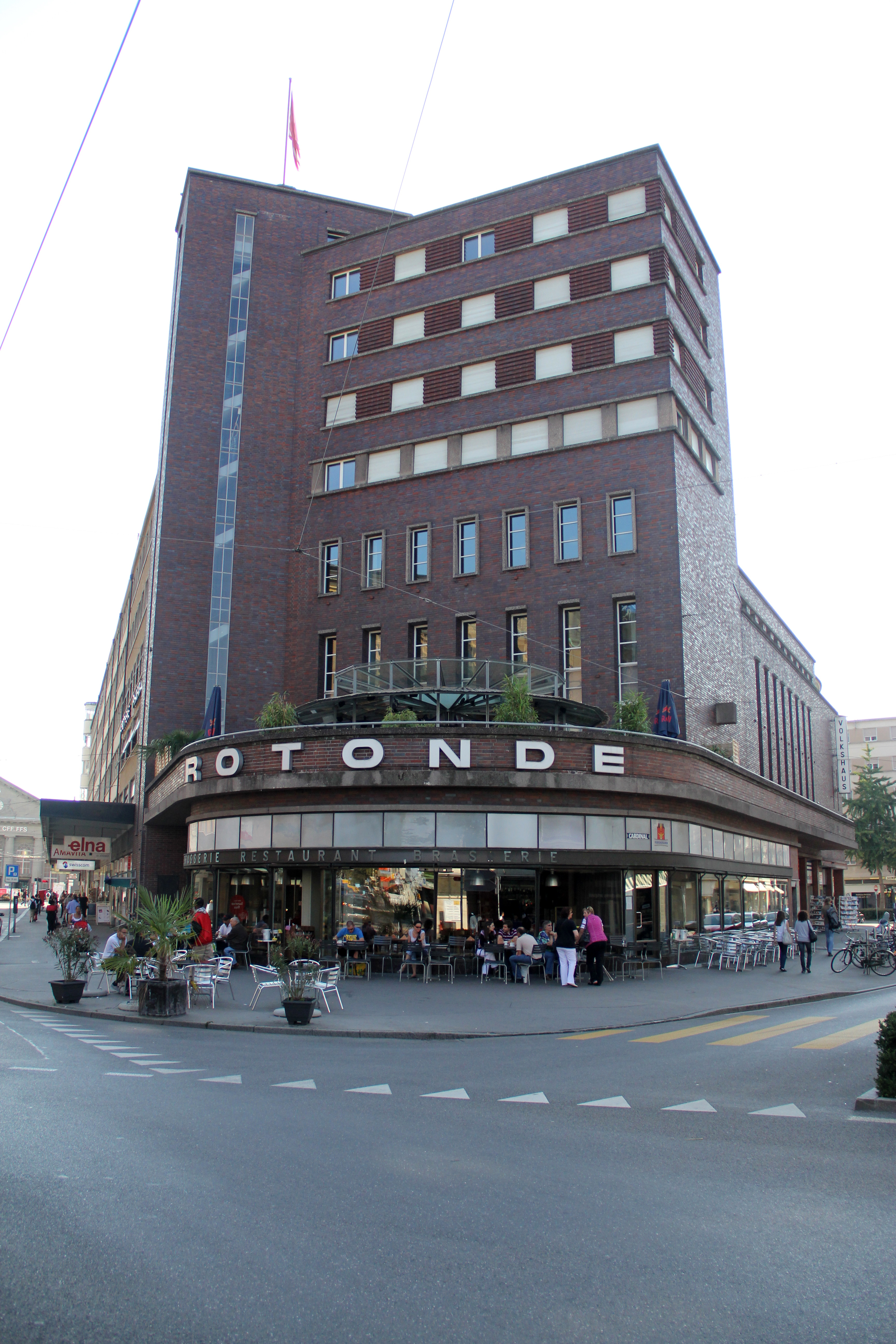
인민의 집(Maison du Peuple)은 1930년대 도시의 사회민주주의 시대의 상징이다.

프랑스 혁명은 빌/비엔의 정치적 상황을 변화시켰다. 1793년 프랑스 혁명군은 바젤 주교구를 점령하고 프랑스인을 빌 근처 땅으로 데려왔다. 그들이 1797년에 무티에 계곡과 에르겔을 정복했을 때 프랑스인들은 사실상 빌/비엔의 성문에 이르렀다. 1798년 2월 6일, 프랑스군은 시민들이 도착을 축하하는 동안 열린 도시 성문을 통해 행진했다. 비엔와 그 이웃 지역 사회는 ‘비엔주’로 프랑스 제1공화국의 몽테리블 데파르망(주)(département du Mont-Terrible)에 통합되었다. 2년 후인 1800년에는 우흔 데파르망(Département du Haut-Rhin)으로 넘어갔다. 지그문트 빌더메트(Sigmund Wildermeth) 시장(1765-1847) 아래에서 빌은 파리의 모든 지시를 엄격하게 따랐다.
프랑스 제국이 멸망한 후, 빌은 1814년에 게오르크 프리드리히 하일만을 비엔나 의회에 파견하여 독립적인 빌 주의 건설을 추진했다. 그러나 그는 실패했고 의회는 주교단의 영토 대부분을 베른주에 양도했다. 빌은 베른이 빌의 역사적 특권과 권리의 일부를 유지하는 데 동의할 때까지 통일에 저항할 수 있었다. 1815년에 빌은 마침내 니다우의 오버람트의 일부로 베른주에 합류했다. 빌 시의회는 그것을 자체 구역의 수도로 만들기 위해 고군분투했다. 마침내 1832년에 빌 암츠베르지르크(Amtsbezirk, 구에 해당)가 만들어지고 빌이 지역 수도가 되었다. 부흥시대의 민주적 개혁은 빌 시민들이 베른주의 일부로 동질감을 느끼도록 도왔다.
20세기 초까지 파업과 파괴 행위를 개혁을 가져오는 정당한 수단으로 여겼던 무정부적 생디칼리스트 그룹이 빌/비엔의 노동 운동에 영향을 미치기 시작했다. 최초의 대규모 파업은 1902년의 건설 노동자 파업이었다. 다음 해는 격렬한 노동쟁의로 얼룩졌다. 가장 큰 파업은 거의 1년 동안 지속된 1907년의 장인 목수 파업이었다. 또한 1907년에는 사회민주당의 노동비서인 고트프리트 라인만이 시장으로 선출되었다. 사민당이 스위스에서 이렇게 강력한 공직에 선출된 것은 그 선거가 처음이었다.
제1차 세계 대전은 스위스가 전쟁에 직접적으로 관여하지 않았음에도 불구하고, 노동 운동에 후퇴를 의미했다. 인플레이션이 모든 것을 더 비싸게 만드는 동안 전쟁이 시작되었을 때 임금은 크게 감소했다. 1918년 7월, 굶주린 노동자들의 시위가 거리 폭동으로 분출되어 진압을 위해 군사적 행동이 필요했다.
1919년에 공산당이 빌에서 창당되었지만, 마을에서 소수 정당으로 남았다. 1921년에 사민당은 시의회에서 근소한 과반수를 차지했다. 사민당 시장인 귀도 뮐러(Guido Müller)의 지도 아래 "레드 빌(Red Biel)"은 일련의 사회주의 사회 실험을 시작했다. 1930년대에는 역 주변 일대가 그 시대의 사회계획론에 따라 재개발되었다. 1928년에서 32년 사이에 에드바르드 란츠(Edward Lanz)의 지시에 따라 지어진 폭스하우스(Volkshaus, 인민의 집)는 ‘새 건물’ 스타일의 한 예이며 도시의 사회민주주의 시대의 상징이다.
제2차 세계 대전으로 이어지는 몇 년 동안, 사민당은 도시에서 권력을 잃기 시작했다. 전쟁의 마지막 해에 노동당은 시의회에서 9석을 얻었고, 사회민주당 다수당을 무너뜨렸다. 1947년 뮐러 시장이 사임하면서 사민당이 빌 시장을 다시 선출하기까지는 거의 30년(1976년)이 걸렸다.
1978년 쥐라주의 분리를 계기로 빌이 수도가 될 것을 요청받았지만, 여전히 베른에 머물렀다.
이 마을은 2004년까지 공식적으로 빌로 명명되었지만, 이중언어 빌(독일어)-비엔(프랑스어)이 일반적으로 사용되었다. 2005년부터 공식 이름은 슬래시가 있는 빌/비엔이다.
20세기 초에 이 도시의 인구는 30,000명이었다. 그 후 60년 동안 두 배로 증가하여 1960년대 중반에 65,000명으로 정점을 찍었다. 1970년대에서 1990년대에 걸쳐 점진적으로 감소하여 2000년에는 49,000명 미만으로 떨어졌다가 2000년대에는 50,000명을 약간 상회하는 수준으로 다시 약간 증가했다. 또 다른 89,000명은 바로 주변의 도시 광역권에 살고 있다.

## 지리

### 지형

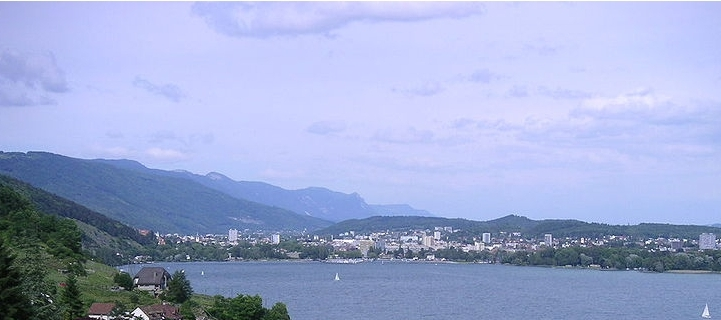
빌호와 배경의 빌 일부

빌/비엔의 면적은 21.19k㎡이다. 이 면적 중 1.7k㎡ (8.0%)가 농업 목적으로 사용되고, 9.63k㎡ (45.4%)는 산림이다. 나머지 토지 중 9.65k㎡ (45.5%)가 정착(건물 또는 도로), 0.13k㎡ (0.6%)가 강 또는 호수이고 0.14k㎡ (0.7%)는 불모지이다.
건축면적 중 공업용 건물이 전체 면적의 5.1%, 주택과 건물이 21.9%, 교통 기반시설이 12.6%를 차지했다. 전력 및 수자원 기반시설 및 기타 특별 개발 지역은 면적의 1.7%를 구성하고 공원, 녹지 및 스포츠 필드는 4.1%이다. 산림을 제외한 모든 산림면적은 울창한 산림으로 덮여 있다. 농경지 중 4.7%는 작물 재배에 사용되고, 2.0%는 목초지이다. 시정촌의 모든 물은 흐르는 물이다.
시정촌은 빌호 북동쪽 끝에 있는 쥐라산맥의 남동쪽 기슭에 있다. 빌/비엔, 빈겔츠(1900년 이후), 뵈칭엔(1917년 이후), 마트레츠 및 메트(둘 모두 1920년 이후) 마을로 구성된다.
2009년 12월 31일에 시정촌의 이전 지역인 암츠베르지크 빌이 해산되었다. 다음 날 2010년 1월 1일에 새로 만들어진 빌/비엔구에 합류하여 새로운 구의 수도로 남아 있었다.

### 기후
| 빌/비엔 (1981-2010)의 기후 | 빌/비엔 (1981-2010)의 기후 | 빌/비엔 (1981-2010)의 기후 | 빌/비엔 (1981-2010)의 기후 | 빌/비엔 (1981-2010)의 기후 | 빌/비엔 (1981-2010)의 기후 | 빌/비엔 (1981-2010)의 기후 | 빌/비엔 (1981-2010)의 기후 | 빌/비엔 (1981-2010)의 기후 | 빌/비엔 (1981-2010)의 기후 | 빌/비엔 (1981-2010)의 기후 | 빌/비엔 (1981-2010)의 기후 | 빌/비엔 (1981-2010)의 기후 | 빌/비엔 (1981-2010)의 기후 |
| 월                         | 1월                        | 2월                        | 3월                        | 4월                        | 5월                        | 6월                        | 7월                        | 8월                        | 9월                        | 10월                       | 11월                       | 12월                       | 연간                       |
| -------------------------- | -------------------------- | -------------------------- | -------------------------- | -------------------------- | -------------------------- | -------------------------- | -------------------------- | -------------------------- | -------------------------- | -------------------------- | -------------------------- | -------------------------- | -------------------------- |
| 일평균 최고 기온 °C (°F)   | 3.7 (38.7)                 | 5.6 (42.1)                 | 10.7 (51.3)                | 14.9 (58.8)                | 19.6 (67.3)                | 22.9 (73.2)                | 25.6 (78.1)                | 25.0 (77.0)                | 20.5 (68.9)                | 14.7 (58.5)                | 8.0 (46.4)                 | 4.7 (40.5)                 | 14.7 (58.5)                |
| 일일 평균 기온 °C (°F)     | 0.7 (33.3)                 | 1.6 (34.9)                 | 5.5 (41.9)                 | 9.5 (49.1)                 | 14.0 (57.2)                | 17.4 (63.3)                | 19.7 (67.5)                | 18.9 (66.0)                | 14.8 (58.6)                | 10.3 (50.5)                | 4.8 (40.6)                 | 1.8 (35.2)                 | 9.9 (49.8)                 |
| 일평균 최저 기온 °C (°F)   | −1.5 (29.3)                | −1.4 (29.5)                | 1.6 (34.9)                 | 4.7 (40.5)                 | 9.1 (48.4)                 | 12.4 (54.3)                | 14.4 (57.9)                | 14.0 (57.2)                | 10.6 (51.1)                | 7.1 (44.8)                 | 2.2 (36.0)                 | −0.4 (31.3)                | 6.1 (43.0)                 |
| 평균 강수량 mm (인치)      | 101 (4.0)                  | 88 (3.5)                   | 89 (3.5)                   | 79 (3.1)                   | 100 (3.9)                  | 100 (3.9)                  | 102 (4.0)                  | 113 (4.4)                  | 97 (3.8)                   | 104 (4.1)                  | 98 (3.9)                   | 117 (4.6)                  | 1,187 (46.7)               |
| 평균 강설량 cm (인치)      | 14.8 (5.8)                 | 13.2 (5.2)                 | 5.6 (2.2)                  | 0.8 (0.3)                  | 0 (0)                      | 0 (0)                      | 0 (0)                      | 0 (0)                      | 0 (0)                      | 0 (0)                      | 3.7 (1.5)                  | 13.6 (5.4)                 | 51.7 (20.4)                |
| 평균 강수일수 (≥ 1.0 mm)   | 10.7                       | 10.0                       | 10.7                       | 10.2                       | 12.2                       | 10.8                       | 10.6                       | 10.6                       | 8.8                        | 10.8                       | 10.5                       | 11.5                       | 127.4                      |
| 평균 강설일수 (≥ 1.0 cm)   | 4.1                        | 3.4                        | 1.8                        | 0.3                        | 0                          | 0                          | 0                          | 0                          | 0                          | 0                          | 1                          | 2.9                        | 13.5                       |
| 평균 상대 습도 (%)         | 85                         | 80                         | 73                         | 69                         | 70                         | 69                         | 67                         | 71                         | 76                         | 83                         | 84                         | 85                         | 76                         |
| 출처: MeteoSwiss           |                            |                            |                            |                            |                            |                            |                            |                            |                            |                            |                            |                            |                            |

## 인구통계

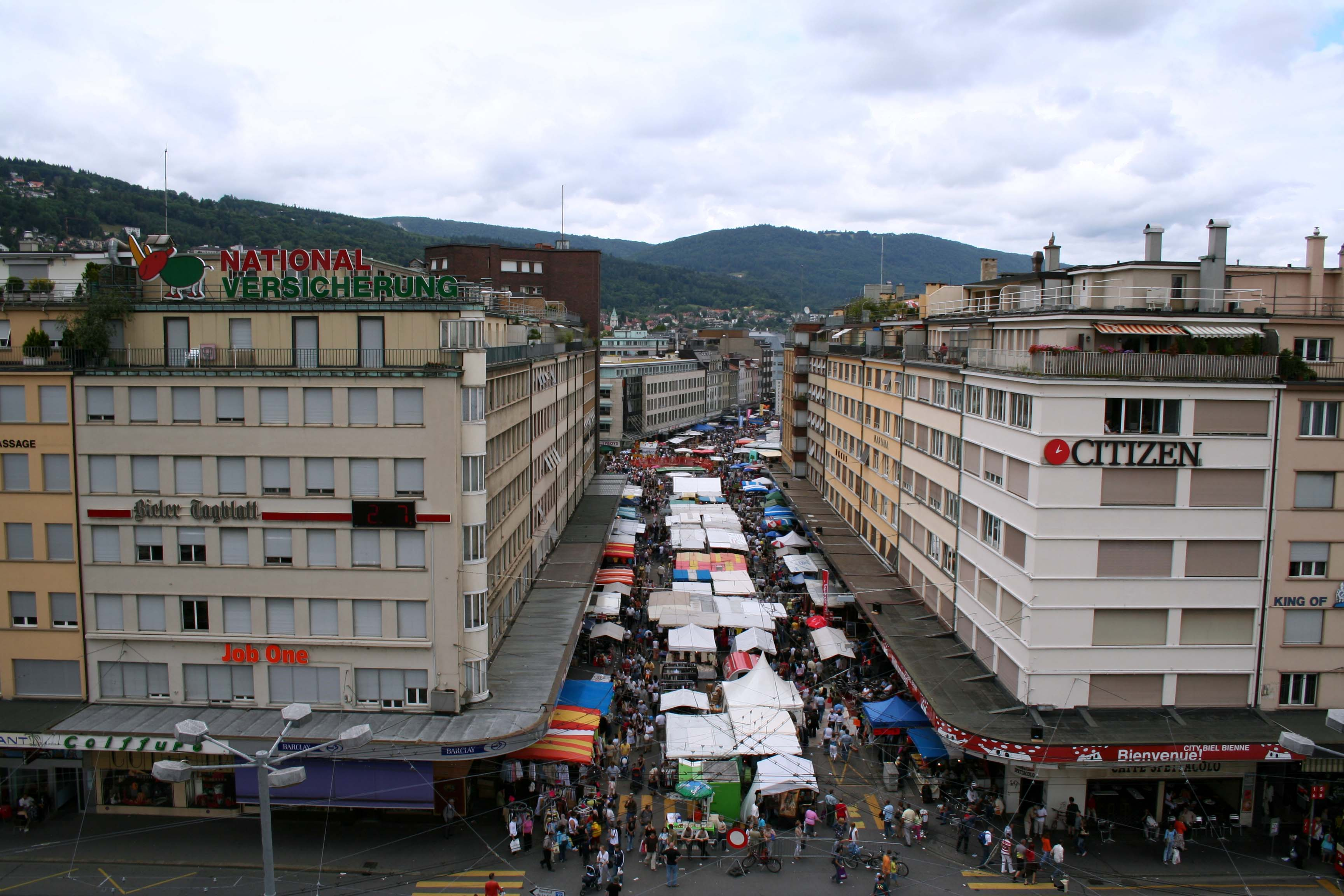
철도역 근처의 아파트와 거리 시장

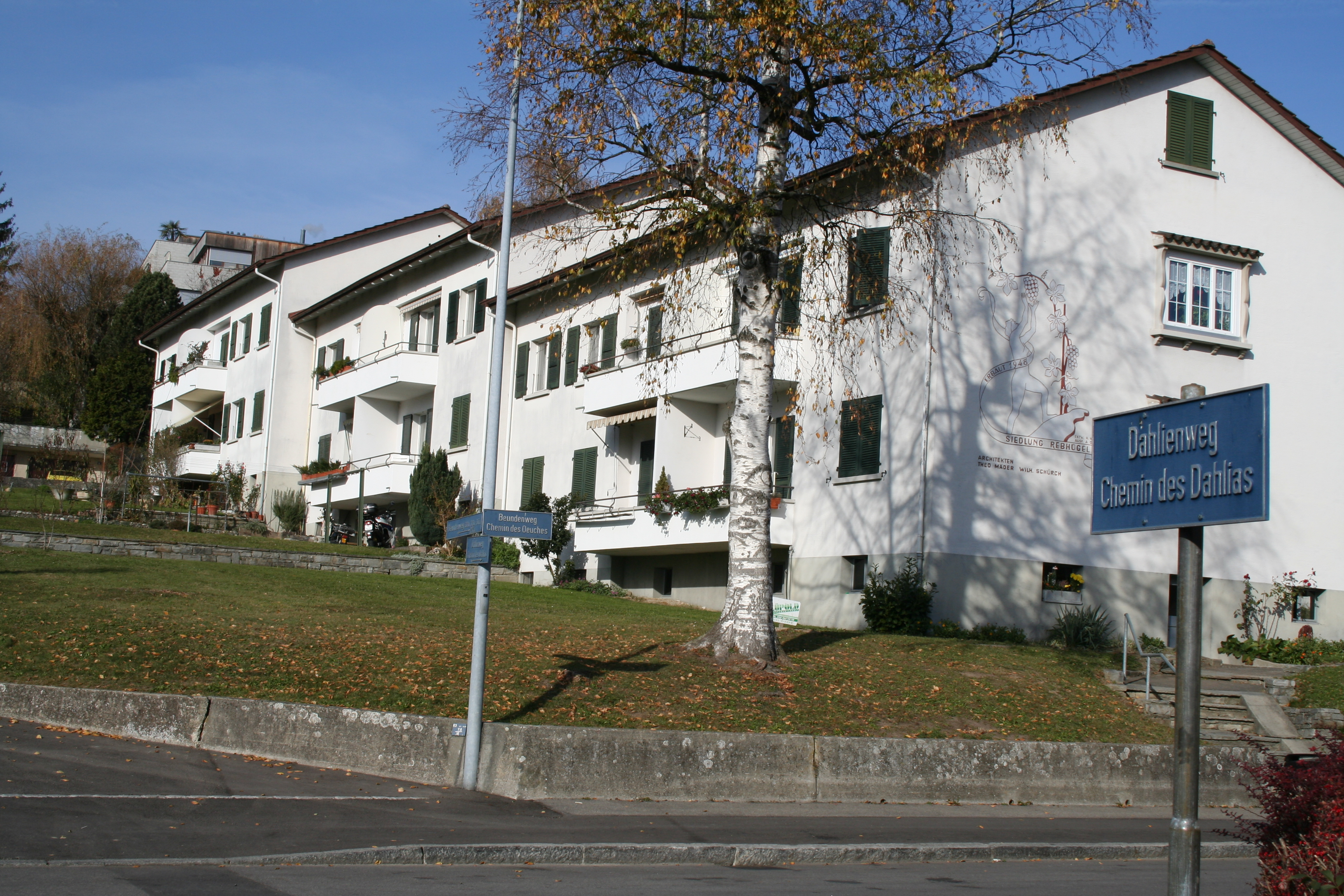
쁘띠 마레의 작은 아파트

빌/비엔의 인구(2020년 12월 기준)는 55,206명이다. 2010년 기준으로 인구의 28.1%가 거주하는 외국인이다. 지난 10년(2000-2010년) 동안 인구는 3.8%의 비율로 변화했다. 이민은 7.8%, 출생 및 사망은 -1.4%를 차지했다.
지자체의 인구 중 15,339 또는 약 31.5%가 빌/비엔에서 태어나 2000년에 그곳에 살았다. 같은 주에서 태어난 8,990 또는 18.5%가 있었고, 9,170 또는 18.8%는 스위스 타지에서 태어났다. 12,244명(25.2%)이 스위스 이외의 외국에서 태어났다.
2010년 기준으로 아동·청소년(0~19세)이 18.8%, 성인(20~64세)이 61.9%, 노인(64세 이상)이 19.3%를 차지한다.
2000년 기준으로 시정촌에 미혼이거나 독신인 사람은 19,980명이다. 기혼자는 21,188명, 미망인은 3,727명, 이혼한 사람은 3,760명이었다.
2000년 기준 1인 가구는 11,014가구, 5인 이상 가구는 797가구이다. 2000년 기준으로 상시 분양된 아파트는 총 23,367세대(전체의 86.8%)였으며, 비수기 분양 아파트는 2,169세대(8.1%), 공실은 1,398세대(5.2%)였다. 2010 년 기준 신규주택 건설률은 인구 1000명당 3.2세대이다.
2003년 기준으로 빌/비엔의 평균 아파트 임대료는 월 935.83 스위스 프랑 (CHF)이었다. 원룸 아파트의 평균 가격은 463.73 CHF, 2룸 아파트는 약 706.49 CHF, 3룸 아파트는 약 846.98 CHF, 6개 이상 아파트는 평균 1749.16 CHF이다. 빌/비엔의 평균 아파트 가격은 전국 평균 1116CHF의 83.9%였다. 2011년 시정촌 공실률은 2%였다.

### 과거 인구
역사적 인구는 다음의 차트와 같다:
| 역사적 인구 데이터 | 역사적 인구 데이터 | 역사적 인구 데이터 | 역사적 인구 데이터 | 역사적 인구 데이터 | 역사적 인구 데이터 | 역사적 인구 데이터 | 역사적 인구 데이터 | 역사적 인구 데이터 | 역사적 인구 데이터 | 역사적 인구 데이터 | 역사적 인구 데이터 |
| 연도               | 총 인구            | 독일어             | 프랑스어           | 가톨릭             | 개신교             | 크리스찬 가톨릭    | 유대인             | 기타 종교          | 무교               | 스위스             | 비스위스계         |
| ------------------ | ------------------ | ------------------ | ------------------ | ------------------ | ------------------ | ------------------ | ------------------ | ------------------ | ------------------ | ------------------ | ------------------ |
| 1770               | 1,698              |                    |                    |                    |                    |                    |                    |                    |                    |                    |                    |
| 1818               | 3,589              |                    |                    |                    |                    |                    |                    |                    |                    |                    |                    |
| 1850               | 5,609              |                    |                    |                    |                    |                    |                    |                    |                    | 5,268              | 341                |
| 1880               | 16,579             | 13,253             | 3,207              | 1,675              | 14,620             |                    | 240                | 77                 |                    | 15,323             | 1,289              |
| 1910               | 32,136             | 22,017             | 9,209              | 4,840              | 26,366             |                    | 413                | 517                |                    | 28,723             | 3,413              |
| 1930               | 37,726             | 24,946             | 11,673             | 6,031              | 30,750             |                    | 310                | 635                |                    | 35,588             | 2,338              |
| 1950               | 48,342             | 32,188             | 14,598             | 8,659              | 38,314             | 572                | 268                | 529                |                    | 46,232             | 2,110              |
| 1970               | 64,333             | 36,354             | 17,396             | 22,745             | 40,032             | 282                | 178                | 1,096              |                    | 52,148             | 12,185             |
| 1990               | 51,893             | 27,510             | 15,906             | 17,857             | 26,123             | 116                | 69                 | 7,728              | 3,959              | 40,576             | 11,317             |

### 언어

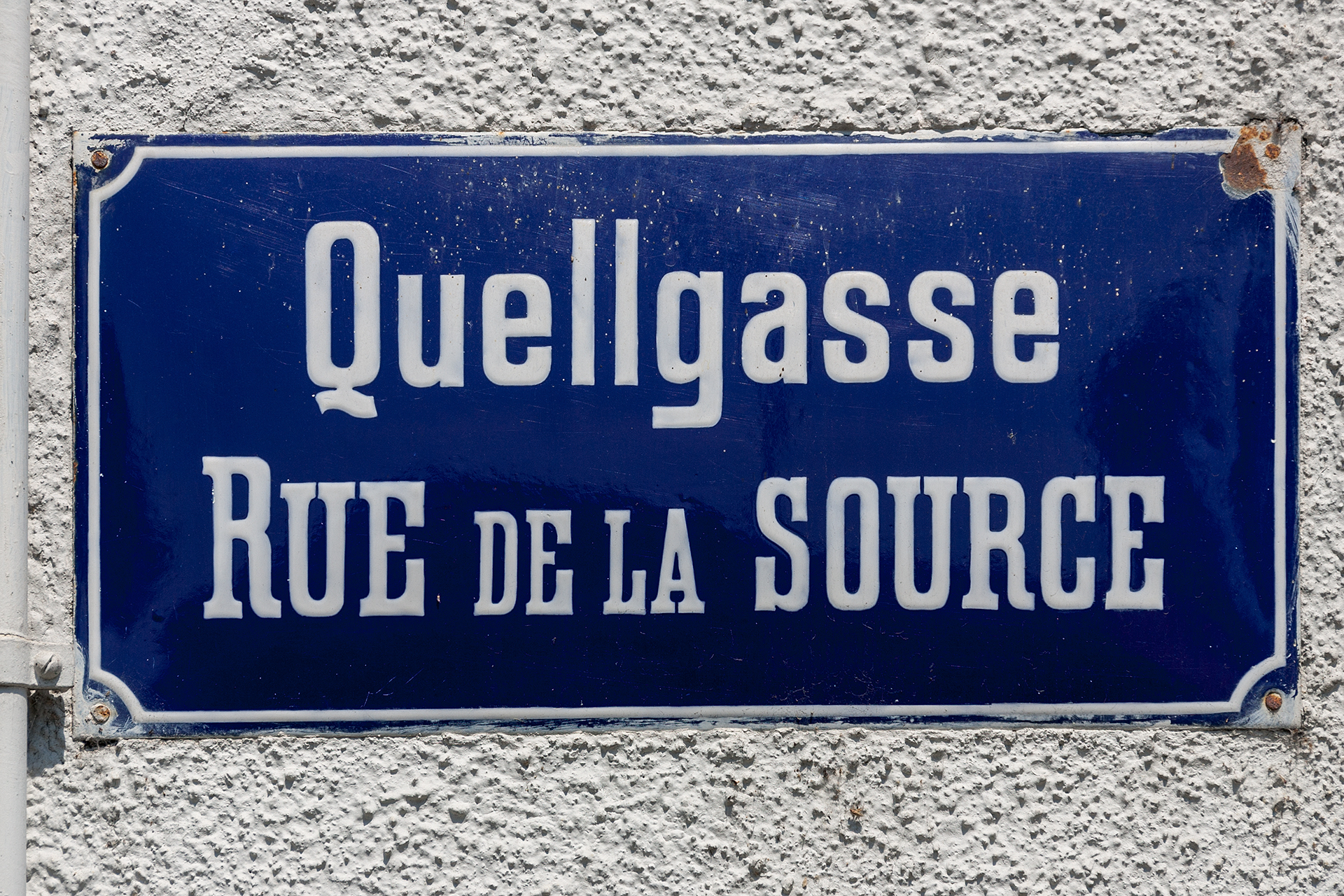
이중언어 거리 표지판

2000년에는 인구의 대다수를 차지하는 26,957명 (55.4%)가 독일어를 모국어로 사용했다. 프랑스어가 13,695명 (28.1%)으로 두 번째로 많았고, 이탈리아어가 2,925명 (6.0%)으로 세 번째였다. 로만슈어를 구사하는 사람은 37명이었다. 이 도시는 공식적으로 이중언어를 사용한다(스위스에서 가장 큰 이중 언어 도시) 또한 빌에는 약 150개의 국적이 있다. 최근 몇 년 동안 이 도시는 언어 자산을 경제적 이점으로 사용하여 스위스 커뮤니케이션의 도시가 되었다. 도시와 주변 지역에 설립된 전통적인 비즈니스 외에도 빌 또는 그 주변에 여러 콜센터가 만들어졌으며, 항상 대부분의 제품을 전 세계적으로 수출했다.

### 종교
2000년 인구 조사에 따르면 19,191명(전체 인구의 39.4%)이 스위스 개혁 교회에 속했으며, 14,241명(29.3%)이 로마 가톨릭 신자였다. 나머지 인구 중 정교회 교인은 613명(인구의 약 1.26%), 천주교 교인은 87명(인구의 약 0.18%)이었다. 다른 기독교 교회에 속한 개인은 2,870명(인구의 약 5.90%)이고, 유대인은 61명(인구의 약 0.13%)이었고 이슬람교도는 3,156명(인구의 약 6.49%)이었다. 불교도는 329명, 힌두교도 235명, 다른 교회 교파에 속한 이들이 68명이 있었다. 6,012명(인구의 약 12.36%)은 교회에 속하지 않고, 불가지론자 또는 무신론자이며, 3,180명(인구의 약 6.54%)이 질문에 대답하지 않았다.

## 경제

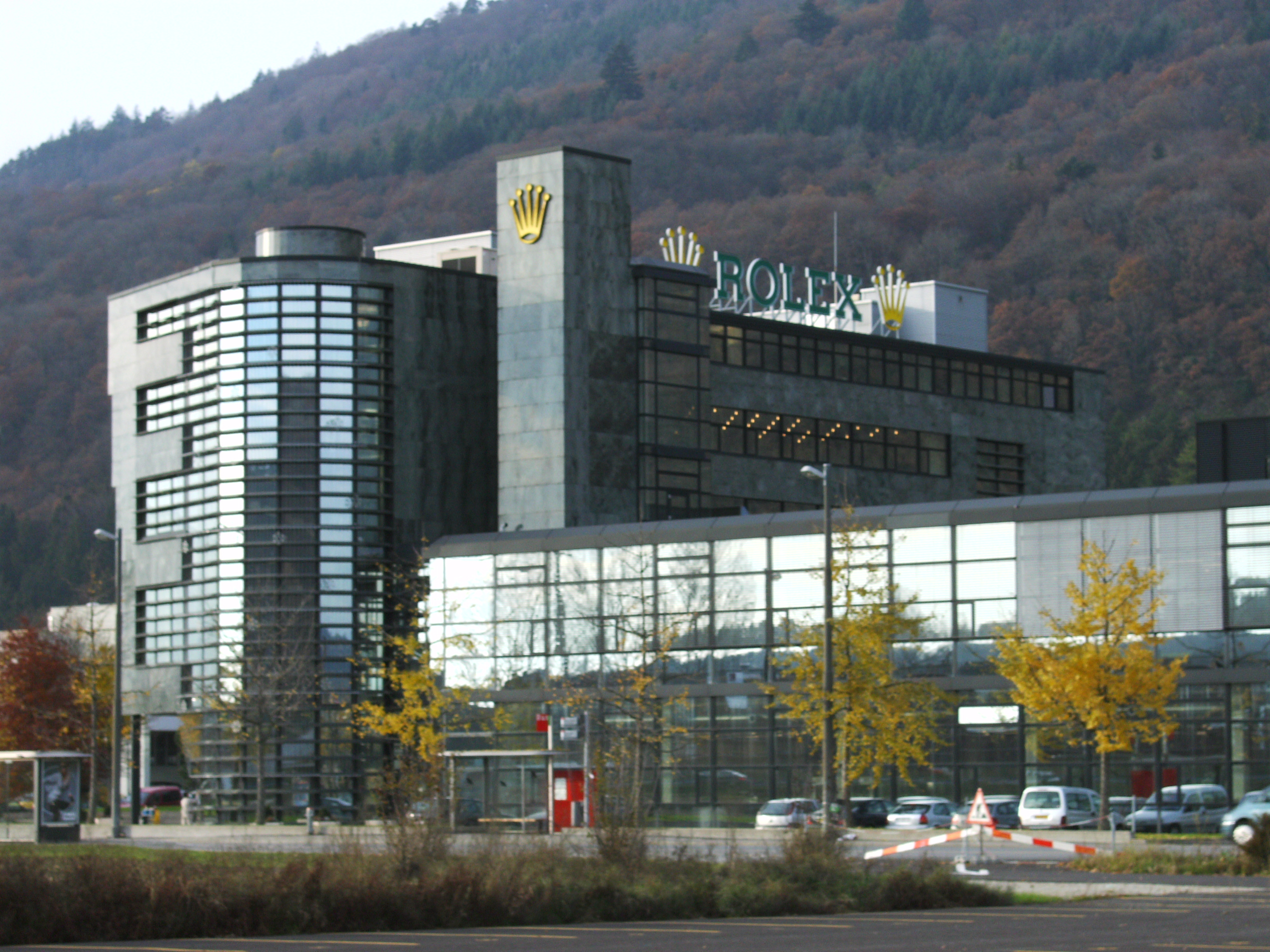
빌의 롤렉스 빌딩

도시와 주변 지역은 전문 기계 및 정밀 도구를 설계 및 제조하는 회사의 본거지이다. 1936년과 1975년 사이 제너럴 모터스 스위스 SA는 주로 스위스 국내 시장뿐만 아니라 인접 국가와 유고슬라비아 수출을 위해 300,000대 이상의 제너럴 모터스 자동차를 이 곳에서 조립했다.
- 롤렉스는 도시에서 무브먼트와 테크니컬 부품을 생산한다.
- 스와치 그룹은 여기에 여러 브랜드 본사, 특히 오메가 SA 및 스와치가 있다.
- 스위스 시계 산업 연맹 FH가 이 도시에 있다.
- 글리신 시계 제조 및 관리가 여기에 있다.

2011년 기준으로 빌/비엔 지역의 실업률은 3.95%이다. 2008년 기준으로, 시정촌에 고용된 총 33,799명의 사람이 있다. 이 중 1차 경제 부문에 56명이 고용되었고 이 부문에 약 10개 기업이 참여했다. 9,421명이 2차 부문에 고용되었고, 이 부문에 451개의 기업이 있었다. 24,322명이 3차 부문에 고용되어 있으며 이 부문에 2,267개의 기업이 있다.
2008년에는 총 28,144명의 정규직 직원이 있었다. 일자리. 1차 부문의 일자리 수는 43개였으며 그중 21개는 농업, 22개는 임업 또는 목재 생산이었다. 2차 부문의 일자리 수는 8,945개였으며 그중 제조업이 7,405개(82.8%), 건설이 1,388개(15.5%)였다. 3차 부문의 일자리는 19,156개였다. 3차 부문에서 4,371개(22.8%)는 도소매 또는 자동차 수리업, 1,745개((9.1%)는 물품 이동 및 보관, 1,092개(5.7%)는 호텔 또는 레스토랑, 812개(4.2%)는 정보 산업), 648개(3.4%)가 보험 또는 금융 산업, 1,708개(8.9%)가 기술 전문가 또는 과학자, 1,293개(6.7%)가 교육, 3,591개(18.7%)가 의료 분야였다.
2000년 기준으로 통근하는 근로자는 17,680명, 지자체로 출퇴근하는 근로자는 7,990명이었다. 지자체는 근로자의 순수입 주이며, 1명이 전출될 때마다, 약 2.2명의 근로자가 지자체에 전입된다. 근로 인구의 31.2%가 출퇴근을 위해 대중교통을 이용했고, 37.8%가 자가용을 이용했다.

## 교육

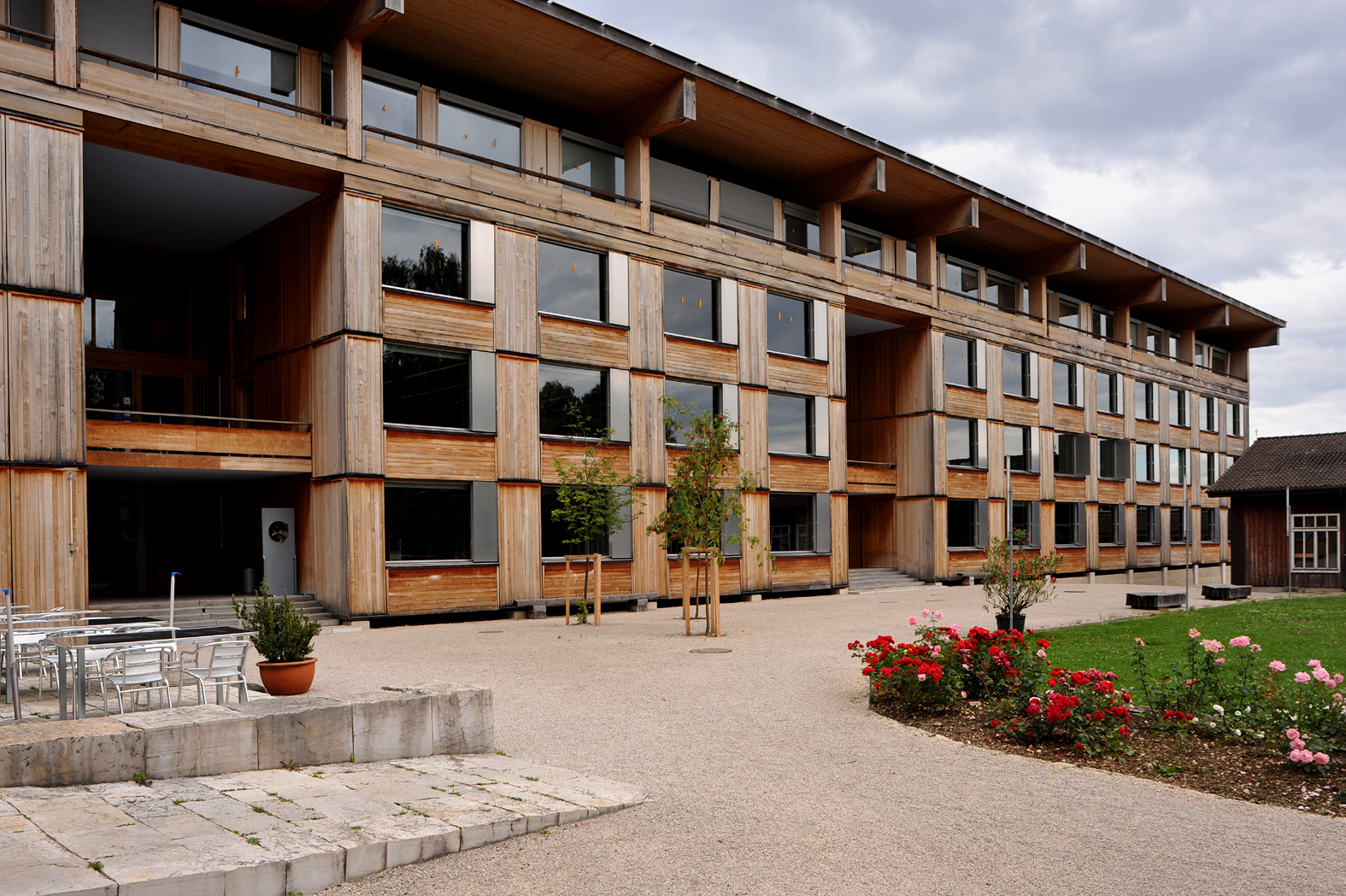
베른 응용과학 대학 (BFH) 건축, 목공, 토목 공학학과 건물

빌/비엔에서는 인구의 약 17,768명(36.5%)이 비필수 고등교육을 이수했으며 5,492명(11.3%)이 추가 고등교육(대학 또는 응용학문대학)을 마쳤다. 고등교육을 마친 5,492명 중 56.6%가 스위스 남성, 26.4%가 스위스 여성, 10.5%가 비스위스계 남성, 6.5%가 비스위스계 여성이었다.
베른주의 학교 시스템은 1년의 의무 없는 유치원, 6년의 초등학교를 제공한다. 이후 3년 동안의 의무적 중학교 과정을 거쳐 학생을 능력과 적성에 따라 구분한다. 중학교 이하 학생들은 추가 교육을 받거나 견습 과정에 들어갈 수 있다.
2009-10학년도 동안 총 5,733명의 학생이 빌/비엔의 수업에 참석했다. 시정촌에는 27개의 유치원 수업이 있었고 총 497명의 학생이 있었다. 유치원생 중 36.2%는 스위스의 영주권 또는 임시 거주자(시민권 아님)였으며 66.0%는 교실 언어와 다른 모국어를 사용한다. 지자체에는 79개의 초등 학급과 1,470명의 학생이 있었다. 초등학교 학생 중 32.9%는 스위스의 영주권 또는 임시 거주자(시민권 아님)였으며 53.4%는 교실 언어와 다른 모국어를 사용한다. 같은 해에 총 981명의 학생이 있는 53개의 중학교가 있었다. 스위스의 영주권자 또는 임시 거주자(시민이 아님)인 23.6%가 있었고 29.6%는 교실 언어와 다른 모국어를 사용했다.
2000년 기준으로 빌/비엔에는 3,008명의 다른 시정촌에서 온 학생이 있었고 517명의 주민들은 시외 학교에 다녔다.
빌/비엔에는 3개의 도서관이 있다.
- Stadtbibliothek 빌
- BFH 테크니크 및 인포마틱 TI 빌
- BFH Architektur, Holz und Bau AHB 빌

도서관에는 총 233,171권 (2008년 기준)이 소장되어 있으며, 같은 해 총 501,646권이 대출되었다.

## 문화

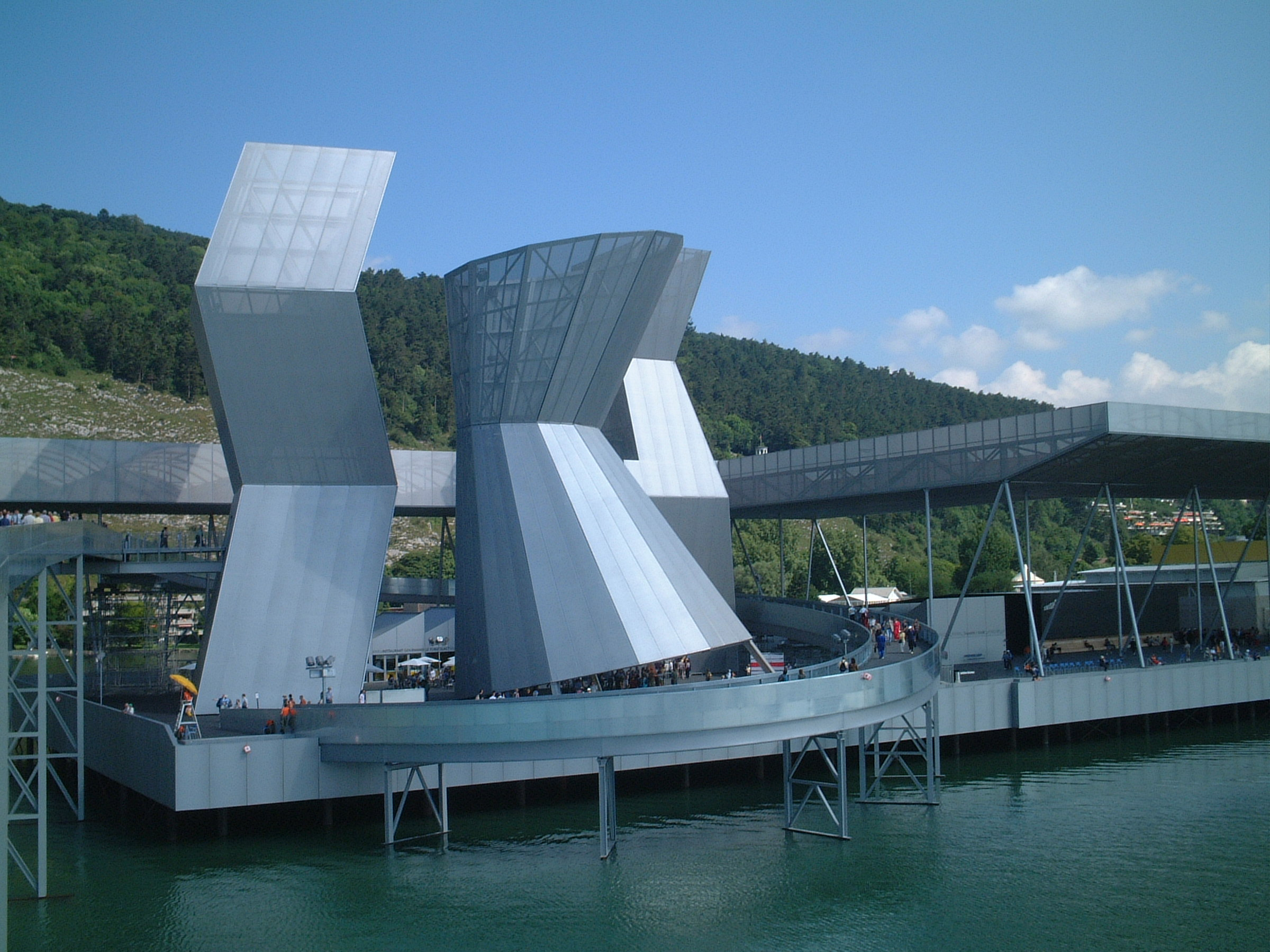
2002년 Expo.02

신문 빌러 타그블라트(Bieler Tagblatt) 및 쥬흐날 뒤 쥐라(Journal du Jura) 뿐만 아니라 더 넓은 지역에서 무료로 배포되는 유일한 완전한 이중 언어 독일/프랑스 신문 빌-비엔(Biel-Bienne)이 빌에서 발행된다.
빌 극장 졸로투른(Theater Biel Solothurn)의 소재지는 구시가지에 있다.
이 도시는 연례 국제 체스 축제로도 유명하다.
빌/비엔 마을은 2004년에 바커상을 받았다.
1959년 이래로 매년 6월 빌은 100km 울트라마라톤 경주를 주최했으며, 이는 전 세계적으로 가장 큰 경주 중 하나이며 유럽 울트라마라톤 컵의 일부를 구성한다.

## 관광

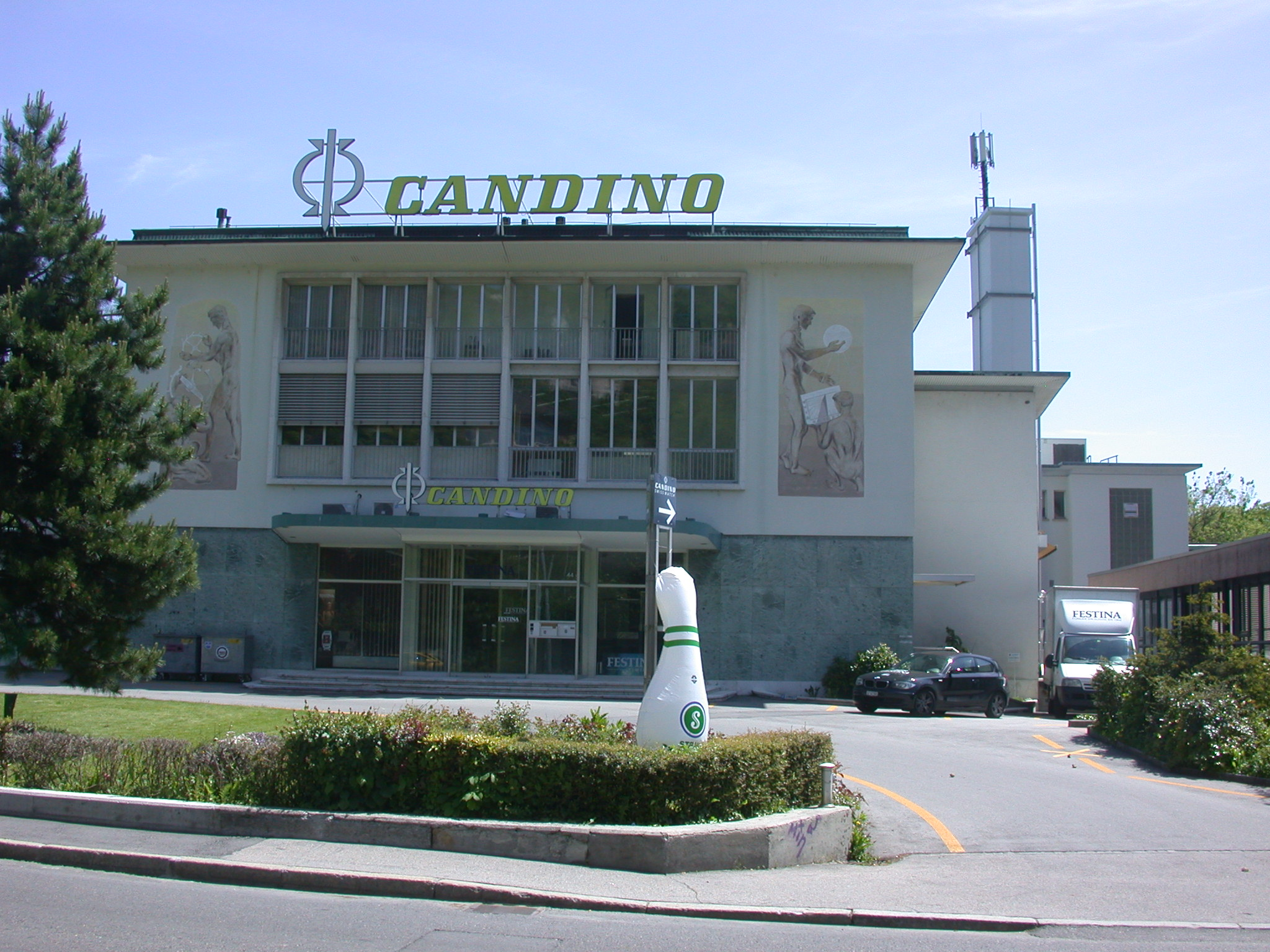
칸디노 빌딩

빌/비엔은 시계 제조 도시인라쇼드퐁과 르로클 근처에 위치해 있으며, 이 도시는 함께 유네스코 세계문화유산으로 지정되어 있다. 이 도시에는 수많은 시계 제조 공장이 있다. 스와치 그룹은 구 ASUAG 건물에 전세계 본사를 두고 있다. 빌/비엔의 구시가에는 15세기 고딕 양식의 교회, 길드 홀, 분수가 있다. 구시가지 외곽에 있는 빌 "문화 지구"에는 노이하우스, 슈바브 박물관 및 쿤스타우스 파스쿼트 아트 센터(CentrePasquArt)가 있다.
쥐라산맥은 마을 북쪽에 있으며, 두 개의 푸니쿨라 철도인 비엔-에빌라르 푸니쿨라와 빌-마글링겐 푸니쿨라가 도시와 산기슭을 연결한다. 마을의 북동쪽에 있는 타우벤로흐의 가파른 협곡은 인기 있는 방문 장소이다. 도시의 서쪽에는 공원과 항구가 늘어서 있는 빌 호수가 있다.
2016년에 총 50,646명의 방문객이 빌/비엔에서 87,937일을 숙박했다.

### 국가중요문화재
국가적으로 중요한 스위스 유산으로. 빌/비엔의 전체 마을과 Taubenlochschlucht 협곡은 모두 스위스 유산 목록의 일부이다.

### 세계유산
빈겔츠/하펜 고고학 유적지가 있는 곳이다. 빈겔츠/하펜은 알프스 유네스코 세계문화유산 주변의 선사시대 말뚝 주거지의 일부인 선사시대 말뚝 주거 (또는 수상 가옥) 정착지이다.
빈겔츠 / 하펜 사이트는 빌 호수 기슭 근처의 진흙 속에 묻혀 있다. 호수에서 가장 잘 보존된 장소 중 하나이며 최소한의 연구만 했다. 마을에 대한 제한된 연구에 따르면 BC 2970-2820년경에, 그리고 BC 2780-2695년에 다시 점령되었다. 약 60개의 목재 샘플이 연대순으로 연대 측정되었다. 1874년 에두아르드 폰 펠렌베르크(Eduard von Fellenberg)가 파낸 카누를 발굴하던 중 발견한 곳이다. 1985년에 일련의 시험 천공을 통해 총 두께가 약 90cm인 두 개의 고고학적 지층이 확인되었다. 1998년 텍스트 발굴에서 직물 잔해와 완전한 도끼 손잡이와 칼날이 발견되었다.

## 교통

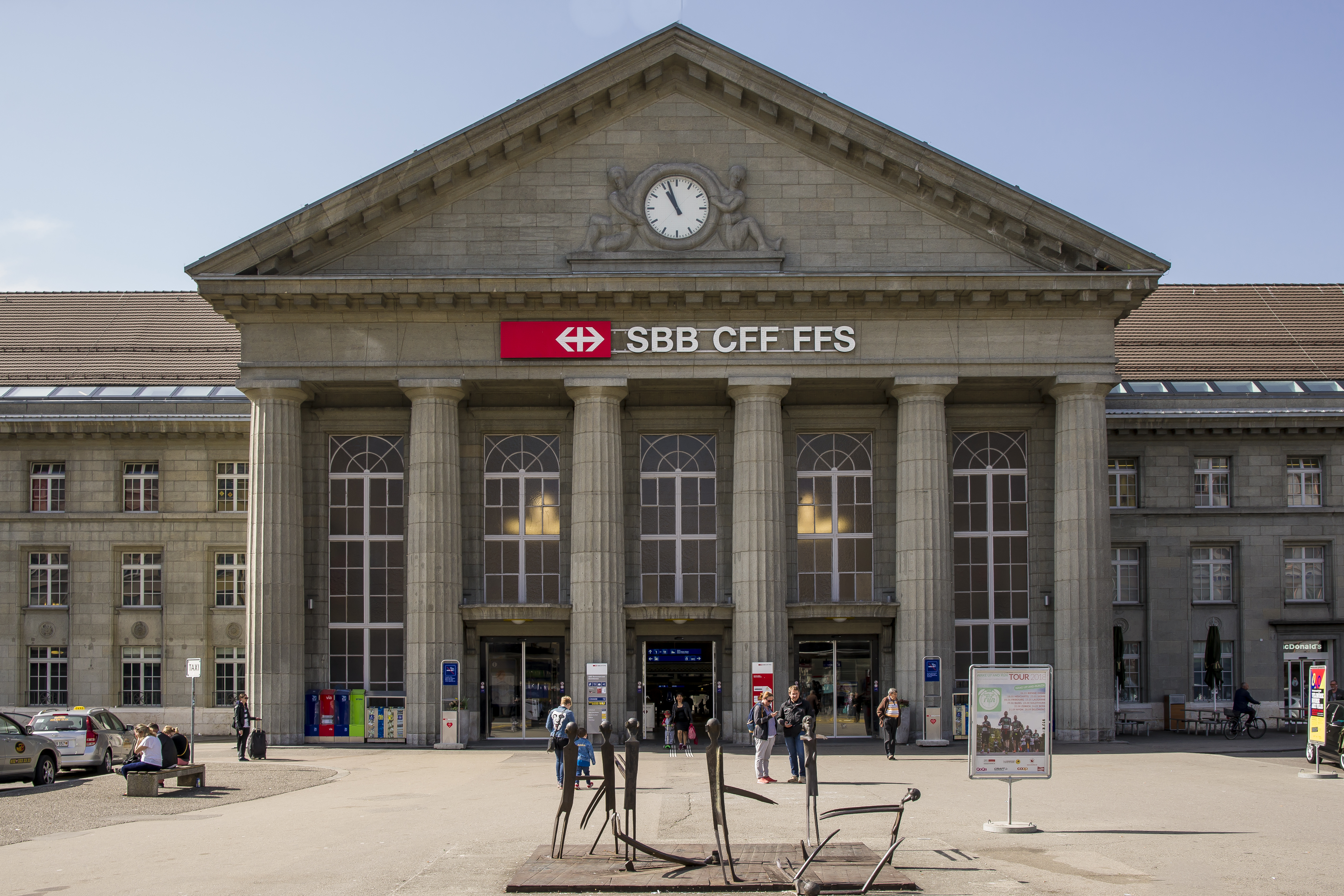
중앙역

빌/비엔는 그 지역과 스위스와도 아주 잘 연결되어 있다.
빌/비엔과 그 주변의 대중교통은 Verkehrsbetriebe 빌/Transport publics biennois에 의해 운영되며, 이는 자체적으로 베른과 졸로투른 지역을 포괄하는 조정된 시간표와 함께 요금 네트워크 리베로에 통합되어 있다.
요금 네트워크에는 모든 종류의 기차(도시 S-반 포함), PostAuto 버스, 트램, 버스(트롤리버스 또는 전동 버스) 및 기타와 같은 모든 대중교통 수단이 포함된다. 운임은 지정된 시간 동안 통과한 구역 수를 기준으로 하며 운송 수단이나 연결 수와 무관하다. 니다우를 포함한 빌/비엔의 대부분은 요금 구역 300에 속하며 남서쪽 호수의 빈겔츠 /Vigneules를 포함하지만 마글린겐 케이블카의 호르플루흐와 북동쪽의 뵈치거펠트/Champs-de-Boujean는 제외한다.
빌/비엔 주변의 301구역은 남서쪽의 튀슈허츠, 호플루흐, 이블라드, 프링빌리에를 포함한다. 서쪽은 토벤로흐슐루흐트 강을 통해, 동쪽은 오르펀드, 슈바데르나우, 브뤼크, 아이게르텐, 스투덴, 남쪽은 포트, 입샤흐, 벨문트, 옌스, 메르츨리겐, 헤름게른이다.
빌/비엔역은 빌/비엔의 중심망일 뿐만 아니라 도시 전체와 지역 간의 네트워크 중심이기도 하다. 이 역은 도시와 지역, 국가, 국제 철도망(뇌샤텔 - 로잔 - 제네바, 라쇼드퐁, 베른, 그렌첸-델레몽-바젤, 졸로투른-올텐, 루체른/쥐리히-장크트갈렌 그리고 베른주)을 연결한다. 이 역은 빠른 동(남)서선과 바젤-베른선의 중앙 철도 분기점이다. 이 역은 2016년을 기준으로 스위스에서 13번째로 붐비는 역이다. (하루 이용객은 약 52,000명)
케이블카 한 노선은 서쪽의 500m 높이의 쥐라산맥에서 국립 스포츠 센터인 마클링겐 / 마콜린으로 연결되고, 다른 하나는 비엔-에필라트 케이블카로 북서쪽으로 시립 병원과 인근 에필라트로 연결된다. 둘 다 쥐라산맥의 동쪽 범위에 있는 마을 위에 있다. 마클링겐 / 마콜린의 높고 평평한 목초지와 나무는 북동쪽에서 남서쪽으로 약 7km에 걸쳐 있으며 고도는 800~1,031m이다. 마클링겐/마콜린 케이블카는 종종 햇빛으로 이어지는 반면 빌/비엔은 낮은 구름으로 덮여 있다.
빌 호수 북동쪽 끝에 있는 항구는 항해 가능한 수로와 강으로 모두 연결된 세 개의 호수 풍경을 통해 빌, 뇌샤텔호, 무르텐호/모라호의 세 호수로 여유롭게 여행하기 위한 출발점이다. 이 항구는 주요 철도역 서쪽에 위치해 있다. 슈스/라수즈 강 출구는 타우벤로흐슐루흐트(스위스 독일어로 비둘기 구멍 협곡)를 통해 서쪽의 쥐라산맥으로부터 도달하고, 항해가 가능한 니다우-뷔렌 운하와 졸로투른까지 연결된다.
니다우-뷔렌 운하를 가로지르는 여러 다리가 마을을 남쪽/동부 교외와 연결한다.
빌/비엔은 여러 고속도로(A6에서 베른까지, A5를 통해 쥐라와 바젤, 루체른, 취리히, 장크트갈렌)로 다른 스위스 도시와 잘 연결되어 있다.
이 도시는 제네바 공항(1:40h), 유로에어포트 바젤 뮐하우즈 프라이부르크 (1:30h), 취리히 공항 (1:30h)과 같은 모든 스위스 국제 공항과 매우 잘 연결되어 있으며, 국제 관문 역할을 하며 모두 약 10분 이내 거리에 있다. 빌/비엔에서 직행열차로 같은 시간.

## 스포츠
- EHC 빌, 프로 아이스하키팀
- FC 빌/비엔, 축구 클럽.

## 자매 도시
- 독일 이절론